# Charles H. Coolidge
Pour les articles homonymes, voir Coolidge.
Charles Henry Coolidge est un militaire américain né le 4 août 1921 à Signal Mountain (Tennessee) et mort le 6 avril 2021,.

## Biographie
Lors de la Seconde Guerre mondiale, près de Belmont-sur-Buttant dans le département français des Vosges, il démontre sa bravoure au combat et reçoit la Medal of Honor,.